# فلور فان د خیفت
فلور فان د خیفت (انگلیسی: Fleur van de Kieft؛ زادهٔ ۲۲ october ۱۹۷۳ (۵۱ سال)) ورزشکار هاکی روی چمن اهل پادشاهی هلند است.
وی در مسابقات کشوری و بین‌المللی در مجموع برندهٔ ۲ مدال طلا، ۲ مدال نقره، ۴ مدال برنز شده‌است.